# Jorge López Sotomayor
Jorge López Sotomayor (Santiago de Chile, 4 de noviembre de 1952) es un director de cine y teatro chileno. Fue el mayor de seis hijos. Sus padres fueron Jorge López Iñiguez y Ana María Sotomayor. Estudio en el Saint George's College y después fue a The Grange School donde se graduó en 1971. 
En 1973 justo antes del golpe militar en Chile adaptó para los teatros chilenos la famosa obra Jesus Christ Superstar, la cual, tan solo unos pocos días después de su estreno se vieron obligados a detener por el golpe. Después de esto se dedicó el cine adaptando El último grumete de la Baquedano de Francisco Coloane en película en 1983. En 1991 creó Visiones, un programa donde mostraría lugares, actividades y personajes vinculados al patrimonio cultural de Chile y más tarde del mundo entero. Parte del equipo fueron personas como Rodolfo Paredes, Pedro Sánchez, Ralf Obert y Beatriz Rosselot. Después de Visiones, que terminaron en 1999, hizo varias películas como XS, la peor talla en 2003 o Patagonia de los Sueños en 2014.